# 574546 Kondorgusztav
574546 Kondorgusztav este o planetă minoră (asteroid) din centura de asteroizi. A fost descoperită pe 6 septembrie 2010 la Piszkéstetői Obszervatórium⁠(d) de  și a fost numită după Kondor Gusztáv⁠(d). 
Obiectul prezintă o orbită caracterizată de o semiaxă mare de 2,3941074128732 UAi, o excentricitate de 0,14033032514711, o înclinație de 6,0394480206953 ° în raport cu ecliptica.